# Lecco Calcio 2000-2001
Questa pagina raccoglie le informazioni riguardanti il Lecco Calcio nelle competizioni ufficiali della stagione 2000-2001.

## Stagione
Nella stagione 2000-2001 il Lecco ha disputato il girone A del campionato di Serie C1, piazzandosi in dodicesima posizione in classifica con 40 punti. Il torneo è stato vinto con 74 punti dal Modena che è salito in Serie B accompagnato dal Como che ha vinto i playoff. La stagione del Lecco inizia male, ma finirà bene. La panchina è affidata a Bruno Giordano che però non riesce a dare l'impulso necessario ad una squadra molto rinnovata. L'inizio del campionato è difficoltoso, all'ottava giornata i lariani perdono in casa (0-2) con l'Alessandria e sprofondano in ultima posizione, inevitabile il cambio tecnico, così arriva Carlo Soldo, con lui la riscossa è immediata, si espugna (1-2) Carrara, si impone il pari alla forte Lucchese, si rivince in trasferta (1-3) a Bergamo contro l'Alzano. Ma il capolavoro dei blucelste di Carlo Soldo arriva a metà febbraio, con la vittoria al Rigamonti (1-0) sul Como. Un girone di andata sufficiente, ed un ottimo girone di ritorno, consegnano al Lecco la salvezza diretta. Nella Coppa Italia di Serie C il Lecco disputa il girone 2 di qualificazione, arriva primo con 7 punti con l'Alzano Virescit, ma non accede ai sedicesimi, per il minor numero di reti segnate, rispetto ai bergamaschi.

## Rosa
| N. |                   | Ruolo | Calciatore         |
| -- | ----------------- | ----- | ------------------ |
|    | Italia (bandiera) | P     | Michele Arcari     |
|    | Italia (bandiera) | C     | Marco Asara        |
|    | Italia (bandiera) | A     | Alberto Bertolini  |
|    | Italia (bandiera) | C     | Mario Bortolazzi   |
|    | Italia (bandiera) | A     | Filippo Breschi    |
|    | Italia (bandiera) | D     | Antonio Calabro    |
|    | Italia (bandiera) | A     | Andrea Conti       |
|    | Italia (bandiera) | A     | Stefano Dall'Acqua |
|    | Italia (bandiera) | D     | Andrea Faccini     |
|    | Italia (bandiera) | C     | Fabio Ferraresi    |
|    | Italia (bandiera) | C     | Roberto Gemmi      |
|    | Italia (bandiera) | D     | Cristiano Giaretta |
|    | Italia (bandiera) | C     | Oscar Lasagni      |
|    | Italia (bandiera) | D     | Simone Loria       |
|    | Italia (bandiera) | C     | Antonio Manicone   |

| N. |                    | Ruolo | Calciatore         |
| -- | ------------------ | ----- | ------------------ |
|    | Italia (bandiera)  | P     | Giacomo Mazzi      |
|    | Italia (bandiera)  | D     | Matteo Melani      |
|    | Francia (bandiera) | A     | Nassim Mendil      |
|    | Italia (bandiera)  | D     | Stefano Mercuri    |
|    | Italia (bandiera)  | D     | Fabio Moretti      |
|    | Italia (bandiera)  | D     | Michele Pagano     |
|    | Italia (bandiera)  | D     | Alessandro Pedroni |
|    | Italia (bandiera)  | P     | Stefano Pergolizzi |
|    | Italia (bandiera)  | D     | Luca Regonesi      |
|    | Italia (bandiera)  | A     | Antonio Rizzolo    |
|    | Italia (bandiera)  | A     | Nello Russo        |
|    | Italia (bandiera)  | D     | Massimo Sala       |
|    | Italia (bandiera)  | C     | Nathan Schiavon    |
|    | Italia (bandiera)  | A     | Pietro Somma       |
|    | Italia (bandiera)  | C     | Stefano Tagliani   |

## Risultati

### Campionato

#### Girone di andata
| Arbitro: | Ferraro (Crotone) |

|                                |           |                                       |
| Bertolini 20’, 75’ Loria 90+3’ | Marcatori | 19’, 67’ Lasota 80’ Mussi 90+1’ Pirri |

| Arbitro: | Palanca (Roma) |

|                            |           |             |
| Tresoldi 8’ Campolonhi 25’ | Marcatori | 73’ Breschi |

| Arbitro: | Ioseffi (Siena) |

|             |           |  |
| Rizzolo 37’ | Marcatori |  |

| Arbitro: | Latella (Potenza) |

|                                      |           |  |
| Trapella 9’ Guidetti 21’ Beretta 39’ | Marcatori |  |

| Arbitro: | Romeo (Verona) |

|  |           |                        |
|  | Marcatori | 56’ (rig.) Menolascina |

| Arbitro: | Ciampi (Pisa) |

|                                                     |           |  |
| Carruezzo 32’, 60’ (rig.) Stellini 36’ Ferrigno 54’ | Marcatori |  |

| Lecco 15 novembre 2000 7ª giornata | Lecco               | 0 – 0 | Pisa | Stadio Mario Rigamonti\| Arbitro: \| Benedetto (Messina) \| |
| Arbitro:                           | Benedetto (Messina) |       |      |                                                             |

| Arbitro: | Benedetti (Vicenza) |

|  |           |                               |
|  | Marcatori | 23’ Signorelli 48’ Bonuccelli |

| Arbitro: | Carrer (Conegliano) |

|            |           |                           |
| Ragone 56’ | Marcatori | 41’ Rizzolo 58’ Bertolini |

| Arbitro: | Nicoletti (Macerata) |

|                    |           |            |
| Rizzolo 39’ (rig.) | Marcatori | 26’ Borneo |

| Arbitro: | Giachero (Pinerolo) |

|             |           |                               |
| Solimeno 2’ | Marcatori | 4’ Bertolini 12’, 48’ Rizzolo |

| Lecco 26 novembre 2000 12ª giornata | Lecco              | 0 – 0 | AlbinoLeffe | Stadio Mario Rigamonti\| Arbitro: \| P.C. Rossi (Forlì) \| |
| Arbitro:                            | P.C. Rossi (Forlì) |       |             |                                                            |

| Arbitro: | Semeraro (Taranto) |

|              |           |            |
| Schiavon 17’ | Marcatori | 21’ Alteri |

| Arbitro: | Rubino (Salerno) |

|                       |           |  |
| Cancellato 12’ (rig.) | Marcatori |  |

| Arbitro: | Cannella (Palermo) |

|                    |           |  |
| Rizzolo 87’ (rig.) | Marcatori |  |

| Arbitro: | Valensin (Milano) |

|                  |           |  |
| Fava Passaro 56’ | Marcatori |  |

| Arbitro: | Palanca (Roma) |

|  |           |                                   |
|  | Marcatori | 11’ (rig.) Milanetto 90+3’ Ungari |

#### Girone di ritorno
| Arbitro: | Cenni (Imola) |

|                 |           |  |
| L. Del Nevo 75’ | Marcatori |  |

| Arbitro: | Vicinanza (Albenga) |

|  |           |                                   |
|  | Marcatori | 9’ Lamonica 15’ (rig.) Rizzitelli |

| Arbitro: | De Marco (Chiavari) |

|                               |           |  |
| I. Protti 14’, 46’ Alessi 62’ | Marcatori |  |

| Arbitro: | Masiero (Venezia) |

|  |           |                    |
|  | Marcatori | 6’ Buscè 90’ Cossu |

| Arbitro: | Rubino (Salerno) |

|  |           |               |
|  | Marcatori | 47’ M. Pagano |

| Arbitro: | Romeo (Verona) |

|               |           |  |
| Bertolini 63’ | Marcatori |  |

| Pisa 25 febbraio 2001 24ª giornata | Pisa           | 0 – 0 | Lecco | Stadio Arena Garibaldi\| Arbitro: \| Ferrari (Roma) \| |
| Arbitro:                           | Ferrari (Roma) |       |       |                                                        |

| Arbitro: | Mariuzzo (Venezia) |

|              |           |              |
| Scazzola 55’ | Marcatori | 26’ Giaretta |

| Arbitro: | Giannoccaro (Lecce) |

|                           |           |  |
| Bertolini 31’ Breschi 53’ | Marcatori |  |

| Arbitro: | Zambon (Padova) |

|                               |           |  |
| Della Morte 43’ Tarantino 65’ | Marcatori |  |

| Arbitro: | G. Rossi (Rimini) |

|                      |           |                 |
| Loria 25’ Mendil 35’ | Marcatori | 48’ Florijancic |

| Arbitro: | Ardito (Bari) |

|                                                            |           |               |
| Maffioletti 38’ (rig.), 57’ Araboni 79’ R. Antonioli 90+4’ | Marcatori | 36’ Bartolini |

| Arbitro: | Ferraro (Crotone) |

|                                             |           |                       |
| Loria 4’ Bortolazzi 39’ (rig.) Schiavon 88’ | Marcatori | 41’ Fusani 44’ Giglio |

| Arbitro: | Finazi (Torino) |

|                              |           |             |
| Bortolazzi 38’ Bartolini 48’ | Marcatori | 26’ Temelin |

| Arbitro: | Cannella (Palermo) |

|  |           |                           |
|  | Marcatori | 88’ F. Russo 90+2’ Mendil |

| Arbitro: | Herberg (Messina) |

|                       |           |              |
| Bortolazzi 45’ (rig.) | Marcatori | 36’ Saverino |

| Arbitro: | Dattilo (Locri) |

|                                  |           |  |
| V. Grieco 48’ (rig.) Scoponi 69’ | Marcatori |  |

### Coppa Italia

#### Girone 2
| Arbitro: | Belloli (Bergamo) |

|                     |           |  |
| Ferrigno 26’ (rig.) | Marcatori |  |

| Arbitro: | Lops (Torino) |

|                |           |             |
| Tagliani 90+4’ | Marcatori | 69’ Porfido |

| Arbitro: | Liberti (Genova) |

|                          |           |  |
| Buzzetti 47’ E. Sala 88’ | Marcatori |  |

| 27 agosto 2000 4ª giornata |  | – Turno di riposo Lecco |  |  |

| Arbitro: | Cuttica (Alessandria) |

|             |           |                       |
| Rizzolo 52’ | Marcatori | 53’ Donghi 90+1’ Meda |